# Reykjavík Open
Il  Reykjavík Open, ufficialmente Kvika Reykjavik Open, è un torneo di scacchi che si svolge dal 1964 nell'omonima città islandese.
Numerose edizioni si sono tenute nel complesso di Harpa, una celebre sala congressi della capitale. All'edizione 2019 hanno partecipato 238 giocatori provenienti da 32 nazioni, 31 dei quali grandi maestri.

## Storia e formato
La prima edizione fu vinta da Michail Tal' con il punteggio di 12,5 su 13.
Sino al 2008 era a cadenza biennale, da allora si tiene una volta all'anno. Si tratta di un evento giocato con il Sistema svizzero, dal 1964 al 1980 e nel 1992 è stato disputato con il formato Girone all'italiana.
L'edizione del 2013 è stata votata dalla Association of Chess Professionals come secondo miglior evento Open dell'anno alle spalle del Tradewise Gibraltar Chess Festival. Nel 2015, l'organizzatore firmò un contratto di sponsorizzazione per cinque anni con la società di investimenti GAMMA, che fino all'edizione del 2019 ha dato anche il nome al torneo (GAMMA Reykjavík Open).
Nel 2020 il torneo è stato annullato a causa della pandemia di COVID-19, nel 2021 l'evento è coinciso con il Campionato europeo assoluto, ma privo degli eventi collaterali, come i tornei divisi per fasce elo. L'evento è ripreso senza restrizioni nel 2022, in aprile. Si è giocato con la cadenza 90 minuti per le prime 40 mosse + 30 per finire, con 30 secondi di incremento a mossa a partire dalla prima, e per un montepremi totale di 16 250 euro.

## Vincitori

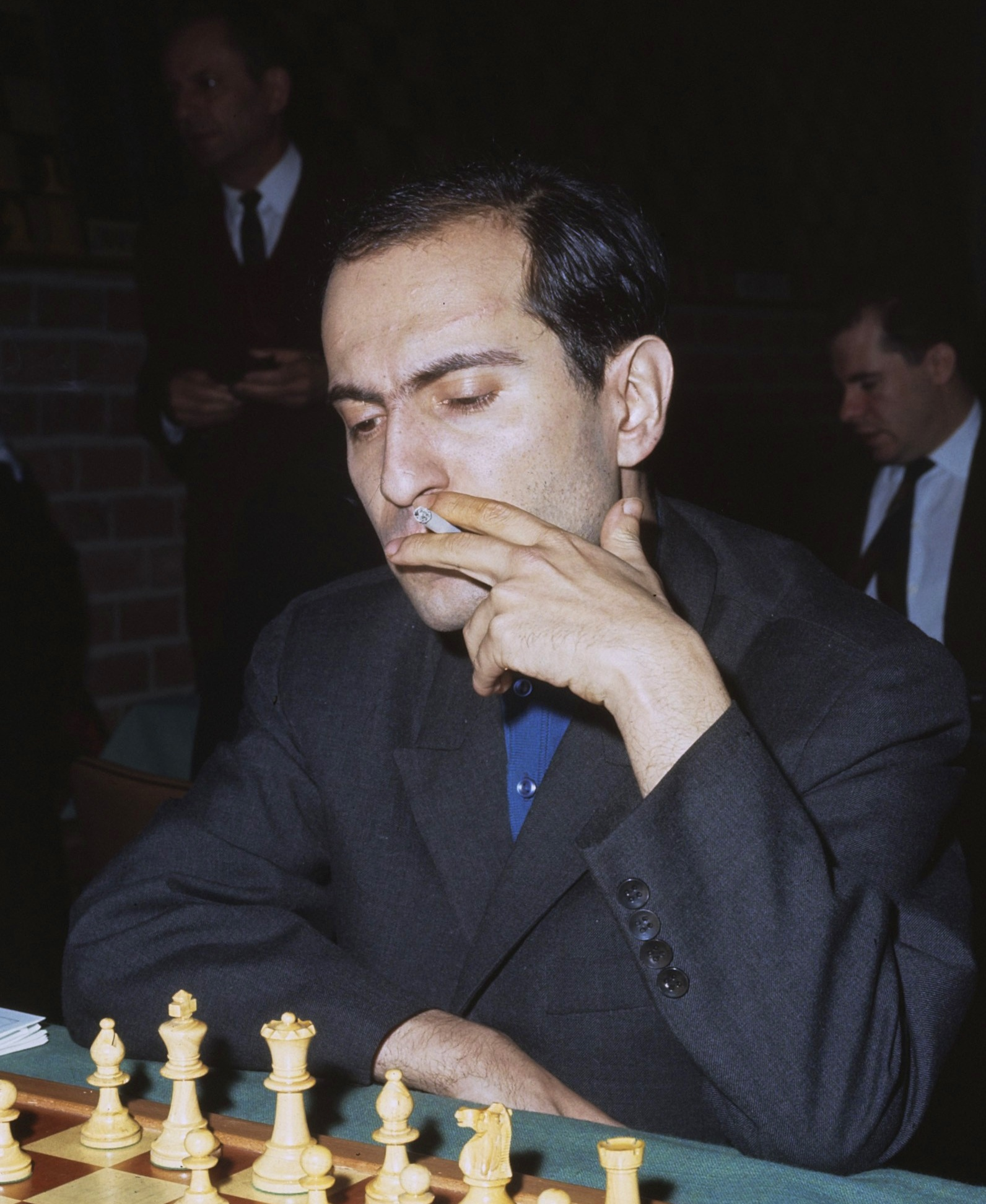
Il vincitore della prima edizione Mikhail Tal negli anni '60

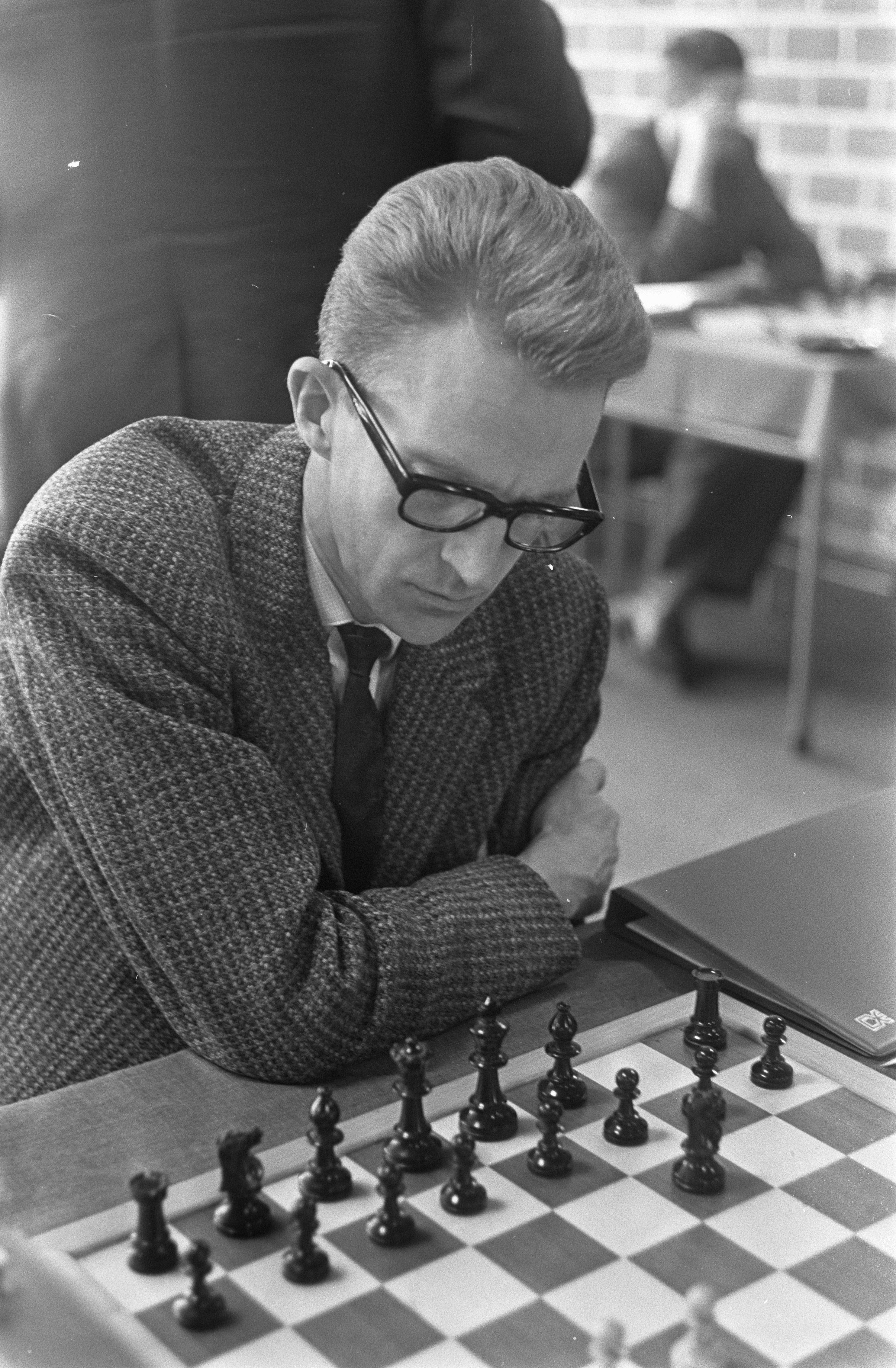
Il detentore del maggior numero di vittorie Friðrik Ólafsson nel 1969

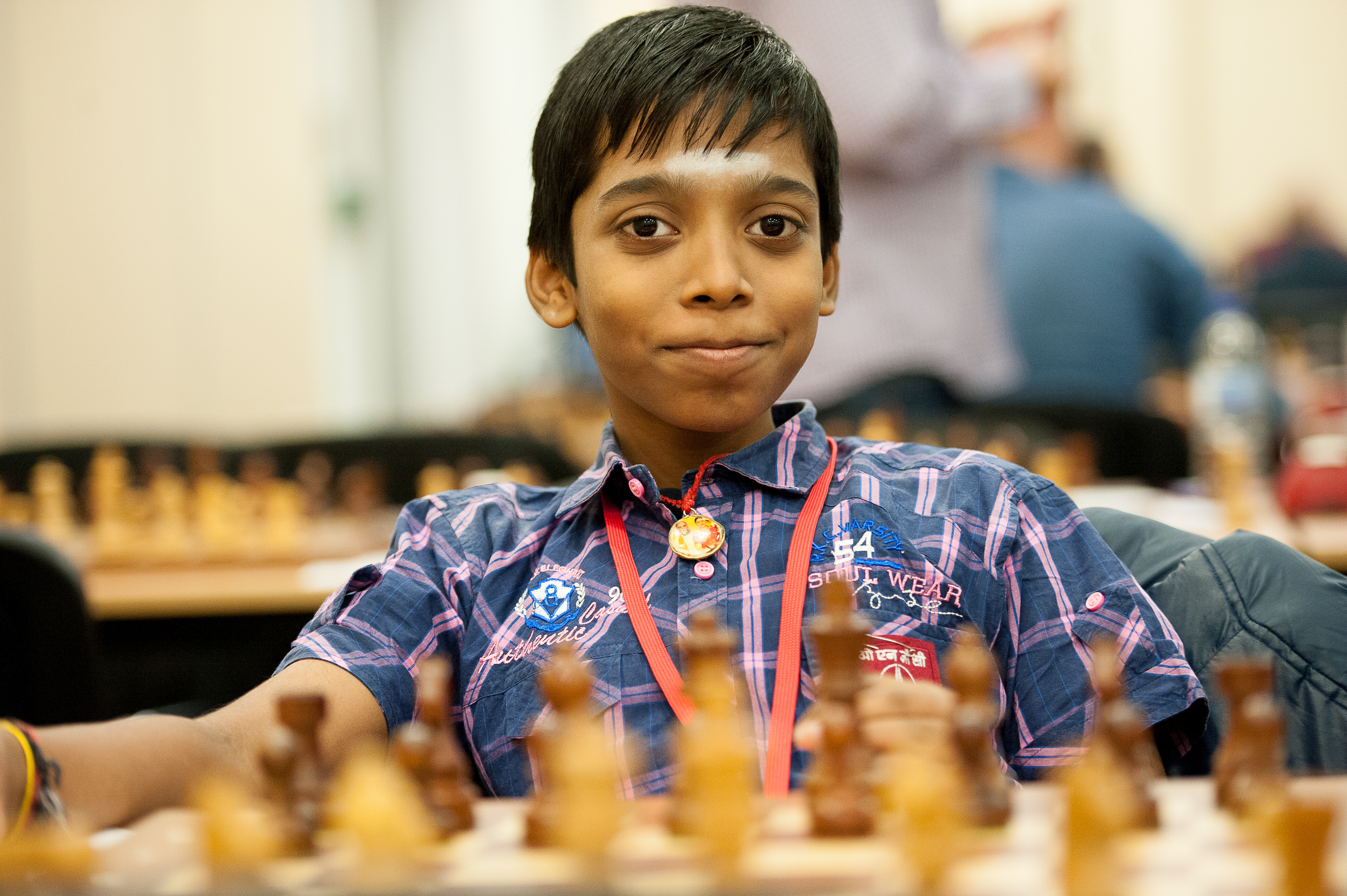
Rameshbabu Praggnanandhaa in una immagine del 2016

| #  | Anno | Vincitore                 |
| -- | ---- | ------------------------- |
| 1  | 1964 | Michail Tal'              |
| 2  | 1966 | Friðrik Ólafsson          |
| 3  | 1968 | Evgenij Vasjukov          |
| 4  | 1970 | Guðmundur Sigurjónsson    |
| 5  | 1972 | Friðrik Ólafsson          |
| 6  | 1974 | Vasilij Smyslov           |
| 7  | 1976 | Friðrik Ólafsson          |
| 8  | 1978 | Walter Browne             |
| 9  | 1980 | Viktar Kuprėjčyk          |
| 10 | 1982 | Lev Al'burt               |
| 11 | 1984 | Jóhann Hjartarson         |
| 12 | 1986 | Predrag Nikolić           |
| 13 | 1988 | Jón Árnason               |
| 14 | 1990 | Helgi Ólafsson            |
| 15 | 1992 | Jóhann Hjartarson         |
| 16 | 1994 | Hannes Stefánsson         |
| 17 | 1996 | Simen Agdestein           |
| 18 | 1998 | Larry Christiansen        |
| 19 | 2000 | Hannes Stefánsson         |
| 20 | 2002 | Jaan Ehlvest              |
| 21 | 2004 | Aleksej Dreev             |
| 22 | 2006 | Gabriel Sargsyan          |
| 23 | 2008 | Wang Hao                  |
| 24 | 2009 | Héðinn Steingrímsson      |
| 25 | 2010 | Ivan Sokolov              |
| 26 | 2011 | Jurij Kuzubov             |
| 27 | 2012 | Fabiano Caruana           |
| 28 | 2013 | Pavlo El'janov            |
| 29 | 2014 | Li Chao                   |
| 30 | 2015 | Erwin l'Ami               |
| 31 | 2016 | Abhijeet Gupta            |
| 32 | 2017 | Anish Giri                |
| 33 | 2018 | Baskaran Adhiban          |
| 34 | 2019 | Constantin Lupulescu      |
| 35 | 2022 | Rameshbabu Praggnanandhaa |
| 36 | 2023 | Nils Grandelius           |
| 37 | 2024 | Bogdan-Daniel Deac        |
| 38 | 2025 | Parham Maghsoodloo        |